# Ol'ga Najmušina
Ol'ga Valer'evna Najmušina, coniugata Južnaja e, precedentemente, Firsova (in russo Ольга Валерьевна Наймушина-Южная (Фирсова)?; Krasnogorsk, 26 aprile 1979), è un'ex cestista russa.

## Carriera
Con la Russia ha disputato due edizioni dei Campionati europei (2003, 2005).